# Mokk
Mokk, Mokq, Mokk’ (en arménien Մոկք) ou Moks, également connue comme Moxoène, est la cinquième province du royaume d'Arménie selon Anania de Shirak. Son territoire est aujourd'hui inclus dans la province de Van en Turquie et correspond au district de Bahçesaray.

## Districts

Les quinze provinces de l'Arménie historique, avec Mokk au sud du lac de Van.

La province se compose de neuf districts ou cantons (gavar, գավառ) :
- Išayr (Իշայր) ;
- Miws Išayr (Մյուս Իշայր) ;
- Išoc’ Gavaṙ (Իշոց Գավառ) ;
- Aṙuenic’ jor (Առվենից ձոր) ;
- Miǰa (Միջա) ;
- Mokk’ Aṙanjnak (Մոկք Առանձնակ) ;
- Ark’ayic’ gavaṙ (Արքայից գավառ) ;
- Argastovit (Արգաստովիտ) ;
- J̌ermajor (Ջերմաձոր).

## Souverains
La région est gouvernée au Ve siècle par une famille de nakharark, les Mokqatsi. Du IXe au Xe siècle, elle revient à une lignée cadette des Bagratides :
- Mushel Bagratouni, 855-896 ;
- Grigor Bagratouni, 896-918 ;
- Desconeguts, 918-970 ;
- Zaphranik, ca. 975.

Au début du Xe siècle, ces dynastes deviennent des vassaux de Gagik Ier de Vaspourakan.